# Teorija kategorija
Teorija kategorija je grana matematike koja formalizira zajednice matematičkih struktura u obliku označenih usmjerenih grafova zvanima kategorijama. Objekti zajednice su dani objektima koji su vrhovi grafa, a njihovi odnosi su označeni usmjerenim bridovima, koje zovemo strelicama ili morfizmima. Svaka kategorija po definiciji uz objekte i njihove usmjerene odnosa predstavljene morfizmima imaju zadano asocijativno preslikavanje kompozicije onih parova strelica koje grafički slijede u nizu (kraj jedne je početak druge) i za svaki objekt je izabrana posebna strelica identiteta, kojoj je i početak i kraj na tom objektu. Na primjer, kategorijama možemo formalizirati zajednicu svih skupova i njihovih preslikavanja kao odnosa, zajednicu svih prstenova i njihovih (homo)morfizama i zajednicu svih grupa i (homo)morfizama grupa. U tim primjerima se vidi da zajednica može biti velika, tj. da čini klasu u smislu teorije skupova. 
Nekolika termina korištenih u teoriji kategorija, uključujući termin "morfizam" se koriste drugačije nego u specijaliziranim situacijama u matematici. U teoriji kategorija, morfizmi moraju ispunjavati samo opće aksiome iz teorije kategorija, a ne specifične aksiome koji se zahtijevaju u nekom drugom kontekstu. Dakle, taj koncept je unutarnji u zadanoj kategoriji.
Saunders MacLane i Samuel Eilenberg su uveli koncepte kategorija, funktora i prirodnih transformacija u 1942-45 u njihovom proučavanju algebarske topologije, s ciljem aksiomatizacije pojma prirodnosti i još nekih svojstava koja su se ponavljala u više konteksta. 
Kategorija teorija ima praktičnu primjenu u teoriji programskih jezika, npr. formalizacije semantike programskih jezika i korištenje monada u funkcijskom programiranju. Aksiomatski pristup strukturi kategorije (elementarna teorija kategorija) nije zavisan od aksiomatike skupova i može se izučavati kao jedan od alternativnih pristupa temeljima matematike (uz teoriju skupova, razne teorije tipova itd.).

### Odredba kategorije
Kategorija C sastoji se od:
- Klase (u smislu teorije skupova) Ob(C), čiji elementi se zovu objekti;
- Klase Mor(C), čiji elementi se zovu morfizmi ili strelice. Svaki morfizam f ima zadanu domenu (ili izvor ili objekt izvora) a i kodomenu (ili ciljni objekt) b.  Izraz f : a → b, izgovara se kao "f je morfizam iz a u b". Izraz hom(a, b) – alternativno izražen kao homC(a, b), mor(a, b), ili C(a, b) – označuje hom-klasu svih morfizama iz a u b.
- strukture kompozicije morfizama ∘ kojom je, za svaka tri objekta a, b, i c, zadano preslikavanje skupova ∘ : hom(b, c) × hom(a, b) → hom(a, c) njihova kompozicija. Kompozicija f : a → b i g : b → c se zapisuje g ∘ f ili gf. Dakle, kompozcija g ∘ f je definirana ako i samo ako je domena od g ujedno i kodomena od f, kad kažemo da su g i f kompozabilni morfizmi.

Pri tome se zahtijeva da sljedeća dva aksioma budu zadovoljena:
- - Asocijativnost kompozicije : Ako je f : a → b, g : b → c i h : c → d onda h ∘  (g ∘ f) = (h ∘ g) ∘ f
  - aksiom identite: Za svaki objekt x, postoji morfizam 1x : x → x zvan morfizam identitete za x, takav da za svaki morfizam f : a → b, vrijedi 1b ∘ f = f = f ∘ 1a. Slijedi da je morfizam identitete za svaki objekt jedinstven.

Za kategoriju kažemo da je mala ako su klase Ob(C) i Mor(C) zapravo skupovi.

### Odnosi među morfizmima i vrste morfizama
Odnosi između morfizama (poput fg = h) često se prikazuju grafički pomoću komutativnih dijagrama, „točkama” (vrhovima) predstavljajući objekte i „strjelicama” predstavljajući morfizme. Komutativnost dijagrama označava kako kompozicija svih morfizama uzduž bilo koja dva usmjerena puta s međusobno istim početkom i međusobno istim krajem ima isti rezultat (ne ovisi o putu).
Morfizmi mogu imati bilo koja od sljedećih svojstava. Morfizam f : a → b je:
- monomorfizam (generalizirajući pojam injekcije u kategoriji skupova) ako f ∘ g1 = f ∘ g2 povlači g1 = g2 za sve morfizme g1, g2 : x → a.
- epimorfizam (generalizirajući pojam surjekcije u kategoriji skupova) ako g1 ∘ f = g2 ∘ f povlači g1 = g2 za sve morfizme g1, g2 : b → x.
- bimorfizam ako je f istovremeno monomorfizam i epimorfizam.
- izomorfizam ako postoji morfizam g : b → a takav da je f ∘ g = 1b and g ∘ f = 1a.
- endomorfizam ako je domena ujedno i kodomena, a = b. end(a) označava klasu endomorfizama od a.
- automorfizam ako f je izomorfizam s istom domenom i kodomenom. aut(a) označava klasu automorfizama od a.
- retrakcija (sažimanje) ako desni inverz od f postoji, t.j. ako postoji morfizam g : b → a takav da f ∘ g = 1b.
- prerez (sekcija) ako lijevi inverz od f postoji, t.j. ako postoji morfizam g : b → a takav da g ∘ f = 1a.

Za kategoriju kažemo da je uravnotežena ako je svaki bimorfizam izomorfizam. Na primjer, sve su Abelove kategorije uravnotežene. 
Svaka retrakcija je epimorfizam, i svaku prerez je monomorfizam. Nadalje, sljedeće tri tvrdnje su istovrjedne:
- f je monomorfizam i retrakcija;
- f je epimorfizam i prerez;
- f je izomorfizam.

### Suprotna kategorija
Svakoj kategoriji {\displaystyle C} možemo pridružiti suprotnu kategoriju {\displaystyle C^{\circ }} koja ima iste objekte i morfizme, no morfizmi idu u suprotni smjer. Tako za svaki objekt {\displaystyle x} imamo njegovu suprotnu kopiju {\displaystyle x^{\circ }}, a za morfizam {\displaystyle f:x\to y} njegov suprotnu kopiju {\displaystyle f^{\circ }:y^{\circ }\to x^{\circ }} sa zamijenjenom domenom i kodomenom; pri tome je kompozicija definirana s {\displaystyle g^{\circ }\circ f^{\circ }:=(f\circ g)^{\circ }}, a identitete s {\displaystyle 1_{x^{\circ }}:=(1_{x})^{\circ }:x^{\circ }\to x^{\circ }}. Suprotnu kategoriju nazivamo također dvojstvenom ili dualnom kategorijom kategorije {\displaystyle C}.

### Funktori i prirodne transformacije
Za svake dvije kategorije, C i D, funktor F:C → D se sastoji od para preslikavanja, F0:Ob(C) → Ob(D) i F1:Mor(C) → Mor(D) pri čemu suženje preslikavanja F1 na skup Mor(c,x) prima vrijednosti u skupu Mor(F0(c),F0(x)) pa se dakle može promatrati kao 
neka funkcija Fc,x iz Mor(c,x) u Mor(F0(c),F0(x)) i pri tome se zahtijevaju još 
dva uvjeta kompatibilnosti: {\displaystyle F_{1}(1_{c})=1_{F_{0}(c)}} za sve {\displaystyle c\in Ob(C)} i za svaka dva kompozabilna morfizma {\displaystyle g,f} 
vrijedi {\displaystyle F_{1}(h\circ f)=F_{1}(h)\circ F_{1}(f)}.
Za svaka dva funktora F0, G0:Ob(C) → Ob(D) tada možemo govoriti o prirodnoj transformaciji (ili u suvremenoj literaturi naprosto transformacija) ili morfizam funktora η : F →G kao familiji morfizama ηx : F0(x)→G0(x) u D, indeksiranim s x u Ob(C), pri čemu se zahtijeva da za svaki morfizam f : a → b u C vrijedi tzv. uvjet prirodnosti: G1(f) o ηa= ηb o F1(f) : F0(a)→G0(b). Morfizam ηx zovemo komponentom transformacije η na objektu x.
U daljem razvoju teorije obično se izostavljaju indeksi 0 i 1 u F0, F1. 
Uvjet prirodnosti zapravo je bio osnovna motivacija za uvođenje pojma kategorije, jer se često pojavljivao, a nije bilo jasno kakav opći kontekst izražava taj uvjet. 
Nije teško poopćiti pojam funktora na funktor više varijabli. U slučaju dvije varijable ponekad kažemo bifunktor. Bifunktori s varijablama u kategorijama C i D i s vrijednostima u kategoriji E identificiramo s običnim funktorima iz kartezijevog produkta kategorija C x D u kategoriju E.
U starijoj literaturi funktori su se nazivali kovarijantnim funktorima, a uz njih je upotrebljavan i pojam kofunktora ili kontravarijantnog funktora. No, podaci za kontravarijantan funktor iz C u D su zapravo podaci za običan (kovarijantni) funktor iz suprotne kategorije {\displaystyle C^{\circ }} u D.
Kažemo da je funktor spregnut (adjungiran) slijeva funktoru ili ekvivalentno da je funktor {\displaystyle F:C\to D} spregnut (adjungiran) zdesna funktoru {\displaystyle G:D\to C} (i kraće govorimo da su ta dva funktora u sprezi ili da čine par spregnutih (adjungiranih) funktora) ako postoji sprezanje ili adjunkcija {\displaystyle G\dashv F}. Sprezanje funktora je struktura koja je zadana parom prirodnih izomorfizama funktora {\displaystyle \eta :Id_{C}\to G\circ F}  i {\displaystyle \epsilon :F\circ G\to Id_{D}} koji zadovoljavaju trokutne identitete, {\displaystyle \epsilon _{F(c)}\circ F(\eta _{c})=id_{F(c)}:F(c)\to F(c)} i {\displaystyle G(\epsilon _{d})\circ \eta _{G(d)}=id_{G(d)}:G(d)\to G(d)} za sve izbore objekata {\displaystyle c\in Ob(C),d\in Ob(D)}. Alternativno, sprezanje možemo definirati/zadati izborom bijekcija
{\displaystyle C(Gd,c)\cong C(d,Fc)} za sve objekte {\displaystyle c\in Ob(C)} i {\displaystyle d\in Ob(D)} i koje zadovoljava uvjet prirodnosti u obje varijable, {\displaystyle c} i {\displaystyle d}. Ako zadani funktor dopušta njemu slijeva spregnuti funktor tada je on jedinstven do na prirodni izomorfizam funktora. Ako zadani funktor dopušta njemu zdesna spregnuti funktor, on je također jedinstven do na prirodni izomorfizam funktora. Kažemo da je funktor Frobeniusov ako dopušta funktor koji je s njim u sprezi i zdesna i slijeva. 
Kažemo da je funktor {\displaystyle F} vjeran ako je svaka komponenta{\displaystyle F_{c,c'}:Mor(c,c')\to Mor(F(c),F(c'))} funktora na skupovima morfizama injekcija. Kažemo da je funktor (pot)pun ako je svaka komponenta  {\displaystyle F_{c,c'}:Mor(c,c')\to Mor(F(c),F(c'))} funktora na skupovima morfizama surjekcija. Kažemo da je funktor {\displaystyle F} esencijalno surjektivan ako njegov dio na objektima {\displaystyle F_{0}:Ob(C)\to Ob(D)} zadovoljava sljedeći uvjet: za svaki objekt {\displaystyle d\in Ob(D)} postoji objekt {\displaystyle c\in Ob(C)} i izomorfizam (invertibilni morfizam) {\displaystyle F_{0}(c)\to d}.

### Ekvivalencija kategorija
Funktor {\displaystyle F:D\to C} je ekvivalencija kategorija ako postoji funktor {\displaystyle G:D\to C} takav da je {\displaystyle G\circ F} prirodno izomorfno identičnom funktoru {\displaystyle Id_{C}}, a {\displaystyle F\circ G} prirodno izomorfno identičnom funktoru {\displaystyle Id_{D}}. U toj situaciji kažemo da je {\displaystyle G} slabi inverz (ponekad kažemo i kvaziinverz) od {\displaystyle F}. Spregnuta (ili adjungirana) ekvivalencija funktora je ekvivalencija funktora koji su u sprezi, odnosno u kojoj su izabrani prirodni izomorfizmi funktora {\displaystyle \eta :Id_{C}\to G\circ F}  i {\displaystyle \epsilon :F\circ G\to Id_{D}} koji zadovoljavaju trokutne identitete, {\displaystyle \epsilon _{F(c)}\circ F(\eta _{c})=id_{F(c)}:F(c)\to F(c)} i {\displaystyle G(\epsilon _{d})\circ \eta _{G(d)}=id_{G(d)}:G(d)\to G(d)} za sve izbore objekata {\displaystyle c\in Ob(C),d\in Ob(D)}. Pojam adjungirane ekvivalencije funktora uveo je Grothendieck u čuvenom članku o homološkoj algebri u Tohoku Mathematical Journal-u pod nazivom ekvivalencija funktora, prije nego što je opći pojam adjungiranih funktora opisao Kan.
Kažemo da je funktor slaba ekvivalencija kategorija ako je esencijalno surjektivan, vjeran i potpun. Svaka ekvivalencija je slaba ekvivalencija, a obrat vrijedi ako u teoriji skupova s kojom radimo vrijedi aksiom izbora. Antiekvivalencija kategorija (sinonimi: dvojstvenost/dualnost kategorija) je kontravarijantni funktor koji je ekvivalencija, tj. običan funktor sa suprotne kategorije {\displaystyle C^{\circ }} u {\displaystyle D} koji je ekvivalencija.

### Monoidalne kategorije
Strogo monoidalna kategorija (sinonimi: striktna/striktno monoidalna kategorija koriste strani izraz striktan za strog) je kategorija C opremljena monoidalnim množenjem (produktom), koje je po definiciji (bi)funktor  {\displaystyle \otimes :C\times C\to C} koji je asocijativan i za koji postoji jedinični objekt {\displaystyle 1}, tj. objekt u {\displaystyle C} koji je jedinica s obzirom na to množenje. Većina primjera u matematici vodi, međutim, na monoidalne produkte koji nisu strogo asocijativni niti strogo unitalni, nego su asocijativni do na odabrani izomorfizam koji je u većini slučajeva koherentan u smislu objašnjenom niže. Koherentno monoidalna kategorija je kategorija opremljena bifunktorom {\displaystyle \otimes :C\times C\to C} kojeg zovemo monoidalnim umnoškom i koji je opremljen strukturom monoidalne koherencije u smislu da je za svaka tri objekta {\displaystyle M,N,P} u {\displaystyle C} izabran izomorfizam koherencije asocijacije {\displaystyle a_{M,N,P}:(M\otimes N)\otimes P\cong M\otimes (N\otimes P)}, te je za svaki objekt {\displaystyle M} izabran izomorfizam koherencije lijeve jedinice {\displaystyle l_{M}:1\otimes M\to M} i izomorfizam koherencije desne jedinice {\displaystyle r_{M}:M\otimes 1\cong M} za koje za zahtijeva da zadovoljavaju komutativnost MacLaneovog pentagona asocijacije, što je uvjet da za svaka četiri objekta {\displaystyle M,N,P,R} vrijedi jednakost morfizama {\displaystyle a_{M,N,P\otimes R}\circ a_{M\otimes N,P,R}=(id_{M}\otimes a_{N,P,R})\circ a_{M,N\otimes P,R}\circ (a_{M,N,P}\otimes id_{R})} iz {\displaystyle ((M\otimes N)\otimes P)\otimes R} u {\displaystyle M\otimes (N\otimes (P\otimes R))} te se za svaka dva objekta {\displaystyle M,N} zahtijeva srednji zakon za jedinične koherencije, {\displaystyle r_{M}\otimes id_{N}=(id_{M}\otimes l_{N})\circ a_{M,1,N}}. Koherentno monoidalne kategorije uveo je Saunders MacLane koji je dokazao i fundamentalni teorem o strukturi kompozicija koherentnih izomorfizama, naime svake dvije (višestruke) kompozicije osnovnih koherencija monoidalne kategorije s istom domenom i kodomenom su jednake. U praksi kad kažemo monoidalna kategorija, obično podrazumijevamo da se radi o koherentno monoidalnoj kategoriji.

### Više kategorije
Postoji kategorija kategorija Cat, čiji su objekti (male) kategorije a morfizmi su funktori među kategorijama. Ta se kategorija može proširiti, može se govoriti o morfizmima među morfizmima, a to su prirodne transformacije, tako da Cat(C,D) nije samo skup morfizama nego zapravo kategorija. Tako se dolazi do primjera tzv. striktne 2-kategorije. Pri tome možemo svaki skup nazvati 0-kategorijom, a običnu kategoriju 1-kategorijom. Jean Benabou je uveo u razmatranje pojam bikategorije ili slabe 2-kategorije, čija asocijativnost kompozicije je oslabljena koherentnim izomorfizmima koji su po Benabouovoj definiciji dio njihove strukture. Bikategorije sa samo jednim objektom u prirodnoj su bijekciji s monoidalnim kategorijama; time teorija bikategorija efektivno poopćuje teoriju monoidalnih kategorija.
Alexandre Grothendieck uveo je pojam ekvivalencije kategorija, koja je pojam slabiji od izomorfizma kategorija i koji je prirodniji za 2-kategorije, pa tako i za 2-kategoriju kategorija Cat. Zapravo pokazuje se da se tako može nastaviti i doći do sve oslabljenijih tipova "jednakosti". Počevši od jednakosti unutar skupa, preko izomorfizama na nivou objekata unutar kategorije, pa ekvivalencije objekata u 2-kategoriji, do 2-ekvivalencije u 3-kategoriji i tako dalje. To podsjeća na pojam homotopije u algebarskoj topologiji. Naime, homotopija se može gledati kao morfizam među neprekidnim preslikavanjima. No može se gledati i homotopija među homotopijama i tako dalje, uvodeći više homotopije. To vodi području koje je između teorije kategorija i apstraktne teorije homotopija, a to je teorija viših kategorija. Pri tome je teorija striktnih viših kategorija mnogo jednostavnija od onih važnijih, slabih, u kojima je asocijativnost kompozicija (kojih ima više u višim kategorijama) do na koherencije, koje opet imaju svoje koherencije i tako dalje, što jako usložnjava njihovu definiciju i proučavanje. No slabe više kategorije su važne jer većina važnih primjera viših kategorija vodi na njih, a ne na jednostavnije, slabe, kategorije. 
U matematičkim istraživanjima, razvoj teorije viših kategorija je upravo sada u punom zamahu. Jedna od teškoća te teorije je postojanja više pristupa (formalizama) koji se tehnički dosta razlikuju i do nedavno je bilo vrlo nejasno koliko su sami ti pristupi međusobno ekvivalentni. Sada se ta pitanja znatno bolje razumiju nego prije desetak godina i teorija viših kategorija se sve više primjenjuje, i u teorijskoj fizici. Glavne ideje u teoriji viših kategorija razvili su Alexandre Grothendieck, André Joyal, Ross Street, Carlos Simpson, Tom Leinster, Michael Batanin (Mihajl Batanjin), John Baez, Bertrand Toen, Maxim Kontsevich i Jacob Lurie. Na neke od pristupa izrazito je uticala teorija modelnih kategorija (za apstraktnu teoriju homotopija) Davida Quillena, te simplicijalne metode iz algebarske topologije. 
Uz više kategorije promatra se i niz drugih poopćenja koja podsjećaju strukturom i formalizmom na više kategorije, npr. viši operadi. 